# STS-32
STS-32 (Space Transportation System-32) var rumfærgen Columbias niende rumfærge-flyvning. Opsendt 9. januar 1990 og vendte tilbage den 20. januar 1990.
Hovedformålet var at sætte kommunikationssatellitten SYNCOM IV-F5/LEASAT 5 i kredsløb, samt at hente Long Duration Exposure Facility og bringe det tilbage til jorden efter seks års ophold i rummet.

## Besætning
- Daniel Brandenstein (kaptajn)
- James Wetherbee (pilot)
- Bonnie Dunbar (1. missionsspecialist)
- David Low (2. missionsspecialist)
- Marsha Ivins (3. missionsspecialist)

## Missionen
- LEASAT 5 sættes i kredsløb.
- Rumfærgen transporteres tilbage til Kennedy Space Center fra Edwards Air Force Base hvor den landede.

Hovedartikler: